# Первапорація
Первапорація — технологія поділу рідких сумішей різних речовин, при якій потік рідини, що містить два або більше компонента, поміщений в контакт з одного боку з непористою полімерною мембраною або молекулярно-пористою неорганічною мембраною (типу цеолітної мембрани), в той час як з іншого боку використовується вакуумне або газове продування. Компоненти рідкого потоку абсорбуються в/на мембрані, проникають через неї, і випаровуються в парову фазу (звідки утворюється слово англ. pervaporate). Пара, що утворюється «пермеат» конденсується. Внаслідок різних видів живильних сумішей, які мають різні величини спорідненості до мембрани і різні швидкості дифузії через мембрану, навіть компонент, що знаходиться в малій концентрації в живильному середовищі, може бути збагачений в пермеаті. Таким чином, склад розчиненої речовини може сильно відрізнятися від того, що знаходиться у вигляді пари, яка утворюється після розвитку вільної рівноваги рідина-пар. Коефіцієнти збагачення, ступінь пермеірованія концентрації живильної суміші знаходяться в діапазоні від одиниць до декількох тисяч, залежно від складу, мембрани і умов процесу.